# Ante-Festa e Pós-Festa
No rito bizantino, a Ante-Festa é um curto período de 1 a 5 dias de preparação que antecedem algumas Grandes Festas, enquanto a Pós-Festa é um período de 5 a 39 dias de celebração análogo à oitava no rito romano que sucede toda Grande Festa à exceção do Domingo de Ramos, também sucedendo a Páscoa e o Mesopentecostes. O primeiro dia de um período de Pós-Festa é chamado sinaxe (em grego clássico: σύναξις, "congregação"), e, o último, apodose (ἀπόδοσις, "retorno").
Os períodos de Pós-Festa e Ante-Festa se estruturam da seguinte forma:
| Dias de Ante-Festa | Nome da Festa             | Data                     | Dias de Pós-Festa |
| ------------------ | ------------------------- | ------------------------ | ----------------- |
| 1                  | Natividade da Mãe de Deus | 8 de setembro            | 5                 |
| 1                  | Exaltação da Santa Cruz   | 14 de setembro           | 8                 |
| 1                  | Apresentação da Teótoco   | 21 de novembro           | 5                 |
| 5                  | Natal do Senhor           | 25 de dezembro           | 7                 |
| 4                  | Teofania                  | 6 de janeiro             | 9                 |
| 1                  | Apresentação do Senhor    | 2 de fevereiro           | 8                 |
| 0                  | Domingo de Ramos          | Domingo antes da Páscoa. | 0                 |
| 1                  | Anunciação                | 25 de março              | 2                 |
| 0                  | Páscoa                    | Domingo da Ressurreição  | 39                |
| 0                  | Mesopentecostes           | 25 dias após a Páscoa    | 7                 |
| 0                  | Ascensão                  | 40 dias após a Páscoa    | 9                 |
| 0                  | Pentecostes               | 50 dias após a Páscoa    | 7                 |
| 1                  | Transfiguração            | A Transfiguração —       | 8                 |
| 1                  | Dormição da Teótoco       | 15 de agosto             | 9                 |